# Tour de France 2006 – 6. etapa
- 7. červenec
- Lisieux - Vitré
- 189 km

## Pořadí v etapě
| *  | Jezdec          | Tým                   | Čas         |
| -- | --------------- | --------------------- | ----------- |
| 1  | Robbie McEwen   | Davitamon-Lotto       | 4:10:17.000 |
| 2  | Daniele Bennati | Lampre-Fondital       | + 0:00:00   |
| 3  | Tom Boonen      | Quick Step-Innergetic | + 0:00:00   |
| 4  | Bernhard Eisel  | Francaise Des Jeux    | + 0:00:00   |
| 5  | Thor Hushovd    | Credit Agricole       | + 0:00:00   |
| 6  | Oscar Freire    | Rabobank              | + 0:00:00   |
| 7  | Erik Zabel      | Team Milram           | + 0:00:00   |
| 8  | Luca Paolini    | Liquigas              | + 0:00:00   |
| 9  | Gert Steegmans  | Davitamon-Lotto       | + 0:00:00   |
| 10 | Inaki Isasi     | Euskaltel-Euskadi     | + 0:00:00   |

- Nejaktivnějším jezdcem vyhlášen - Anthony Geslin

| Žlutý tr.               | Zelený tr         | Puntik tr             | Bílý tr                  |
| ----------------------- | ----------------- | --------------------- | ------------------------ |
| Tom Boonen              | Robbie McEven 157 | Jérôme Pineau 28      | Benoit Vaugrenard        |
| Robbie McEven á 0:12,0  | Tom Boonen 147    | David De La Fuente 17 | Marcus Fothen á 0:03,0   |
| Michael Rogers á 0:21,0 | Oscar Freire 135  | Fabian Wegmann 15     | Philippe Gilbertá 0:14,0 |